# Antoni Asunción
Antoni Asunción Hernández, né le 12 juillet 1951 à Manises et mort le 5 mars 2016 à Valence, est un homme d'État espagnol membre du Parti socialiste ouvrier espagnol (PSOE).
Ingénieur industriel formé à l'université de Valence, il devient à 27 ans maire socialiste de sa ville natale de Manises. Il n'effectue qu'un mandat et prend en 1983 la présidence de la députation provinciale de Valence.
Il en démissionne en 1988, lorsqu'il est appelé aux fonctions de directeur général des Institutions pénitentiaires du gouvernement espagnol. Il est promu secrétaire général en 1991 avec les mêmes responsabilités. Élu député de Valence aux élections législatives de juin 1993, il est ensuite nommé secrétaire d'État aux Affaires pénitentiaires, puis ministre de l'Intérieur. Il démissionne au bout de cinq mois et se place au second plan de la vie politique.
En 1999, il mène sans succès les socialistes valenciens lors des élections au parlement de la communauté autonome. Incapable de prendre trois mois plus tard la direction du PSOE dans la Communauté valencienne, il se retire de la vie politique. Il tente un retour pour les élections régionales de 2011, qui tourne court.

## Biographie

### Formation et débuts en politique
Après avoir suivi des études supérieures de génie industriel à l'université de Valence, il se lance en politique comme tête de liste du PSOE aux élections municipales de 1979, dans sa ville natale de Manises.

### Ascension, de Valence à Madrid
Il renonce à se présenter pour un second mandat municipal aux élections de 1983, afin de prendre la présidence de la Députation provinciale de Valence. Il est reconduit en 1987, mais doit démissionner un an plus tard, à la suite de sa nomination comme directeur général des Institutions pénitentiaires du ministère de la Justice, sous l'autorité d'Enrique Múgica. Il est promu au rang administratif supérieur trois ans plus tard, avec le titre de secrétaire général aux Affaires pénitentiaires.
Pour les élections législatives anticipées du 6 juin 1993, il est investi en troisième position sur la liste emmenée par Ciprià Ciscar dans la province de Valence et parvient à se faire élire au Congrès des députés. Le 27 juillet, il devient secrétaire d'État aux Affaires pénitentiaires du ministère de la Justice, désormais dirigé par le magistrat Juan Alberto Belloch.

### Éphémère ministre de l'Intérieur
Le 25 novembre 1993, quatre mois seulement après la formation du gouvernement, Antoni Asunción est nommé ministre de l'Intérieur par Felipe González. Le choix du président du gouvernement se porte sur lui après une proposition en ce sens de José Luis Corcuera, ministre démissionnaire depuis une semaine du fait de l'annulation d'une partie des dispositions de la polémique loi relative à la sécurité publique (LSC).
À peine six mois plus tard, le 30 avril 1994, il annonce sa démission en réaction à la fuite hors d'Espagne de Luis Roldán, ancien directeur général de la Garde civile accusé de détournement de fonds. Bien que le président du gouvernement lui demande de retarder son départ jusqu'à la capture du fugitif, il confirme deux jours plus tard sa volonté de se démettre. Il est officiellement relevé de ses fonctions le 6 mai et son ministère fusionne alors avec celui de la Justice, sous l'autorité de Juan Alberto Belloch.

### Des régionales de 1999 au retrait de la vie politique
En 1999, il est proclamé candidat du PSPV-PSOE à la présidence de la Généralité valencienne aux élections régionales du 13 juin contre le président conservateur sortant, Eduardo Zaplana. Le jour du scrutin, il remporte 34,5 % des voix et 35 députés sur 89, soit trois sièges de mieux que Joan Lerma en 1995, sans parvenir à empêcher Zaplana d'obtenir la majorité absolue des sièges.
Il devient ensuite porte-parole du groupe socialiste au Parlement valencien, avant de décider de se présenter au secrétariat général des socialistes valenciens lors du congrès extraordinaire de septembre 1999. Opposé au secrétaire à l'Organisation du PSOE, Ciprià Ciscar, il parvient initialement à un accord avec le député national rénovateur Joan Ignasi Pla, lui-même soutenu par l'ancien secrétaire général, Joan Lerma. Toutefois, ce dernier, face aux divisions internes, propose une liste dans laquelle Pla serait secrétaire général et Asunción son adjoint, ce que ce dernier refuse, préférant retirer sa candidature, permettant l'élection de son ancien allié.
Il se retire alors de la vie politique le 20 septembre, au lendemain de l'échec de sa candidature.

### Le retour avorté de 2010
En septembre 2010, il tente un retour à la vie politique en proposant sa candidature à l'investiture socialiste pour les régionales de 2011 dans la Communauté valencienne, contre le secrétaire général du PSPV-PSOE, Jorge Alarte. Toutefois, une partie de ses parrainages est invalidée par la commission des garanties électorales, empêchant sa candidature et donc la tenue d'élections primaires.

### Décès
Malade d'un cancer détecté en janvier 2016, il meurt à l'âge de 64 ans à l'Institut Valencien d'oncologie le 5 mars suivant. Sa dépouille est exposée au public pendant une journée au funérarium, avant d'être incinérée au cimetière général de Valence. Sur le réseau social Twitter, le secrétaire général du PSOE Pedro Sánchez, le PSPV-PSOE, la présidente du Parti populaire de la Communauté valencienne Isabel Bonig, le président de Ciudadanos Albert Rivera, le député européen Esteban González Pons ou encore la chef de l'opposition en Catalogne Inés Arrimadas expriment leurs tristesses et leurs condoléances.